# Julien Benneteau
Julien Benneteau (Bourg-en-Bresse, 20 dicembre 1981) è un ex tennista francese.
Si è distinto soprattutto in doppio disputando 21 finali del circuito maggiore e vincendone 12, tra le quali gli Open di Francia 2014 e due tornei Masters 1000, conquistando inoltre la medaglia di bronzo ai Giochi Olimpici di Londra del 2012. Il suo miglior ranking ATP in doppio è stato il 5º posto del novembre 2014. In singolare ha perso tutte e 10 le finali ATP giocate e ha raggiunto il 25º posto del ranking mondiale nel novembre 2014. Ha fatto parte della squadra francese che si è aggiudicata la Coppa Davis 2017 e ha raggiunto la finale nell'edizione 2018, dopo la quale Benneteau ha annunciato il ritiro.
Dal 2019 al 2025 è stato il capitano della squadra francese di Fed Cup.

## Carriera
Nel 1999 vinse il torneo dell'Orange Bowl doppio. Al Roland Garros del 2006 ha raggiunto i quarti di finale. Ha giocato tra le sue migliori partite contro il campione Roger Federer al terzo turno di Wimbledon 2012, dimostrando grande capacità nel servizio e un buonissimo gioco al volo (è infatti specializzato nel doppio). Verrà tuttavia sconfitto in 5 set 6–4, 7–6, 2–6, 6–7, 1–6, arrivando però per ben 6 volte a 2 punti dal match nel quarto set. Ha comunque superato il fuoriclasse svizzero in due occasioni, entrambe indoor, a Parigi-Bercy nel 2009 e a Rotterdam nel 2013.

## Statistiche

### Singolare

#### Finali perse (10)
| Legenda              |
| Grande Slam (0)      |
| ATP Finals (0)       |
| ATP Masters 1000 (0) |
| ATP Tour 500 (1)     |
| ATP Tour 250 (9)     |

| Numero | Data              | Torneo                             | Superficie    | Avversario in finale   | Punteggio        |
| 1.     | 18 maggio 2008    | Grand Prix Hassan II, Casablanca   | Terra rossa   | Gilles Simon           | 5–7, 2–6         |
| 2.     | 26 ottobre 2008   | Open Sud de France, Lione          | Sintetico (i) | Robin Söderling        | 3–6, 7–6(5), 1–6 |
| 3.     | 18 maggio 2009    | Austrian Open Kitzbühel, Kitzbühel | Terra rossa   | Guillermo García López | 6–3, 6(1)–7, 3–6 |
| 4.     | 15 febbraio 2010  | Open 13, Marsiglia                 | Cemento (i)   | Michaël Llodra         | 3–6, 4–6         |
| 5.     | 27 agosto 2011    | Winston-Salem Open, Winston-Salem  | Cemento       | John Isner             | 6–4, 3–6, 4–6    |
| 6.     | 15 gennaio 2012   | Sydney International, Sydney       | Cemento       | Jarkko Nieminen        | 2–6, 5–7         |
| 7.     | 30 settembre 2012 | Malaysian Open, Kuala Lumpur       | Cemento (i)   | Juan Mónaco            | 5–7, 6–4, 3–6    |
| 8.     | 17 febbraio 2013  | Rotterdam Open, Rotterdam          | Cemento (i)   | Juan Martín del Potro  | 6(2)–7, 3–6      |
| 9.     | 29 settembre 2013 | Malaysian Open, Kuala Lumpur (2)   | Cemento (i)   | João Sousa             | 6–2, 5–7, 4–6    |
| 10.    | 28 settembre 2014 | Malaysian Open, Kuala Lumpur (3)   | Cemento (i)   | Kei Nishikori          | 6(4)–7, 4–6      |

### Doppio

#### Vittorie (12)
| Legenda              |
| Grande Slam (1)      |
| ATP Finals (0)       |
| ATP Masters 1000 (2) |
| ATP Tour 500 (1)     |
| ATP Tour 250 (8)     |

| Numero | Data              | Torneo                           | Superficie    | Compagno               | Avversari in finale                  | Punteggio            |
| 1.     | 29 settembre 2003 | Moselle Open, Metz               | Cemento (i)   | Nicolas Mahut          | Michaël Llodra Fabrice Santoro       | 7–6(2), 6–3          |
| 2.     | 23 ottobre 2006   | Open Sud de France, Lione        | Sintetico (i) | Arnaud Clément         | František Čermák Jaroslav Levinský   | 6–2, 6(3)–7, [10–7]  |
| 3.     | 3 marzo 2008      | Las Vegas Open, Las Vegas        | Cemento       | Michaël Llodra         | Bob Bryan Mike Bryan                 | 6–4, 4–6, [10–8]     |
| 4.     | 12 ottobre 2009   | Shanghai Masters, Shanghai       | Cemento       | Jo-Wilfried Tsonga     | Mariusz Fyrstenberg Marcin Matkowski | 6–2 6–4              |
| 5.     | 26 ottobre 2009   | Open Sud de France, Lione (2)    | Cemento (i)   | Nicolas Mahut          | Arnaud Clément Sébastien Grosjean    | 6–4, 7–6(6)          |
| 6.     | 15 febbraio 2010  | Open 13, Marsiglia               | Cemento (i)   | Michaël Llodra         | Julian Knowle Robert Lindstedt       | 6–4, 6–3             |
| 7.     | 21 aprile 2013    | Monte Carlo Masters, Monte Carlo | Terra rossa   | Nenad Zimonjić         | Bob Bryan Mike Bryan                 | 4–6, 7–6(4), [14–12] |
| 8.     | 4 agosto 2013     | Washington Open, Washington      | Cemento       | Nenad Zimonjić         | Mardy Fish Radek Štěpánek            | 7–6(5), 7–5          |
| 9.     | 23 febbraio 2014  | Open 13, Marsiglia (2)           | Cemento (i)   | Édouard Roger-Vasselin | Paul Hanley Jonathan Marray          | 4–6, 7–6(6), [13–11] |
| 10.    | 7 giugno 2014     | Open di Francia, Parigi          | Terra rossa   | Édouard Roger-Vasselin | Marcel Granollers Marc López         | 6–3, 7–6(1)          |
| 11.    | 26 febbraio 2017  | Open 13, Marsiglia (3)           | Cemento (i)   | Nicolas Mahut          | Robin Haase Dominic Inglot           | 6–4, 6(9)–7, [10–5]  |
| 12.    | 24 settembre 2017 | Moselle Open, Metz (2)           | Cemento (i)   | Édouard Roger-Vasselin | Wesley Koolhof Artem Sitak           | 7–5, 6–3             |

#### Finali perse (9)
| Legenda              |
| Grande Slam (1)      |
| ATP Finals (0)       |
| ATP Masters 1000 (4) |
| ATP Tour 500 (2)     |
| ATP Tour 250 (2)     |

| Numero | Data             | Torneo                             | Superficie    | Compagno               | Avversari in finale                 | Punteggio            |
| 1.     | 6 ottobre 2003   | Open Sud de France, Lione          | Sintetico (i) | Nicolas Mahut          | Jonathan Erlich Andy Ram            | 1–6, 3–6             |
| 2.     | 15 aprile 2007   | Monte Carlo Masters, Monte Carlo   | Terra rossa   | Richard Gasquet        | Bob Bryan Mike Bryan                | 2–6, 1–6             |
| 3.     | 9 agosto 2010    | Canadian Open, Toronto             | Cemento       | Michaël Llodra         | Bob Bryan Mike Bryan                | 5–7, 3–6             |
| 4.     | 20 febbraio 2011 | Open 13, Marsiglia                 | Cemento (i)   | Jo-Wilfried Tsonga     | Robin Haase Ken Skupski             | 3–6, 7–6(4), [11–13] |
| 5.     | 13 novembre 2011 | Paribas Masters, Parigi            | Cemento       | Nicolas Mahut          | Rohan Bopanna Aisam-ul-Haq Qureshi  | 2–6, 4–6             |
| 6.     | 5 ottobre 2014   | China Open, Pechino                | Cemento       | Vasek Pospisil         | Horia Tecău Jean-Julien Rojer       | 7–6(6), 5–7, [5–10]  |
| 7.     | 12 ottobre 2014  | Shanghai Masters, Shanghai         | Cemento       | Édouard Roger-Vasselin | Bob Bryan Mike Bryan                | 3–6, 6(3)–7          |
| 8.     | 9 luglio 2016    | Torneo di Wimbledon, Londra        | Erba          | Édouard Roger-Vasselin | Pierre-Hugues Herbert Nicolas Mahut | 4–6, 6(1)–7, 3–6     |
| 9.     | 25 giugno 2017   | Queen's Club Championships, Londra | Erba          | Édouard Roger-Vasselin | Jamie Murray Bruno Soares           | 2–6, 3–6             |